# YTSお昼のN天ステーション
『YTSお昼のN天ステーション』（ワイティーエスおひるのエヌてんステーション）は、1994年10月3日から1997年9月26日まで山形テレビで平日昼に放送されていたローカルスポットニュース番組である。
実際のタイトル表記は『YTSニュース○曜ステーション』であるが、記事便宜の都合によりこの記事名にした。
現在は『YTSニュース』のタイトルで『ワイド!スクランブル』に挿入内包された形で放送されている。

## 放送時間
- 月曜日 - 金曜日 11:40 - 11:45 （JST / 5分、1994年10月3日 - 1997年9月26日）

## キャスター
- YTSアナウンサーがシフト勤務で担当。

## 内容
- 今日の県内ニュース
- 天気予報

## 関連番組
- YTSニュース
- YTS夕やけステーション - 『YTSステーションEYE』の直前番組で、こちらも『○曜ステーション』という表記だった。
- お昼のN天ワイド - キー局のテレビ朝日はこちらを放送。

| 山形テレビ 平日昼のローカルスポットニュース番組                 | 山形テレビ 平日昼のローカルスポットニュース番組 | 山形テレビ 平日昼のローカルスポットニュース番組 |
| 前番組                                                          | 番組名 | 次番組                                          |
| --------------------------------------------------------------- | --- | ----------------------------------------------- |
| ザ・ニュースキャスター （山形ローカルパート） ※11:39.45 - 11:45 | 【YTSお昼のN天ステーション】 ニュース月曜ステーション ニュース火曜ステーション ニュース水曜ステーション ニュース木曜ステーション ニュース金曜ステーション | YTSニュース 【『ワイド!スクランブル』に内包】   |